# Нурлы кош
«Нурлы кош» (каз. Нұрлы көш; букв. «светлая кочёвка», «светлый переезд») ― государственная программа Республики Казахстан для рационального расселения и содействие в обустройстве:
- этническим иммигрантам;
- бывшим гражданам Казахской ССР, прибывшим для осуществления трудовой деятельности на территории Республики Казахстан;
- гражданам Казахстана, проживающим в неблагополучных районах страны.

Программа утверждена постановлением Правительства Республики Казахстан от 2 декабря 2008 года № 1126.

## Предпосылки для принятия программы
Основными предпосылками для принятия программы были неблагоприятная демографическая ситуация в Казахстане после распада СССР, а также мотивы поддержки зарубежных этнических казахов путём переселения их на историческую родину и предоставления им гражданства Казахстана.
В своём выступлении на III Всемирном курултае казахов (сентябрь 2005 года) Президент Казахстана Назарбаев привёл следующие оценки:
«В настоящее время зарубежные казахи проживают в более 40 странах мира, причём подавляющее их большинство — в соседних и сопредельных с Казахстаном государствах. По последним сведениям, в Узбекистане проживает полтора миллиона казахов, в Китае — 1 миллион 500 тысяч, в России — около миллиона, в Туркменистане — 100 тысяч, в Монголии — 80 тысяч, в Кыргызстане — 45 тысяч казахов. Из других стран казахи наиболее многочисленны и проживают компактно в Турции, Иране и Афганистане. В странах Европы казахи представлены небольшими группами, а в странах Северной и Южной Америки их насчитываются единицы.»
Самый большой процент этнических казахов за рубежом — это потомки тех, кто покинул Советский Союз в 1920-е — 1930-е годы, убегая от политических беспорядков, репрессий, насильственной коллективизации и голода, принёсших страдания большей части казахского населения. Считается, что 200 000 казахов покинули Советский Союз, переехав преимущественно в Китай, Монголию, Индию, Афганистан, Иран и Турцию, в то время как число казахов в соседних советских республиках в период с 1926 по 1930 годы увеличилось в 2,5 раза, составив свыше 794 000 человек. В результате «славянской» иммиграции, начавшейся в 18 — 19 веках и продолжившейся в советский период, а также массовым переселением и насильственной миграцией населения на территорию Казахстана, казахи превратились в национальное меньшинство на своей собственной родине. К 1959 году численность русских превысила число казахов в КазССР. Несмотря на то, что в последующие годы эта тенденция изменялась, в 1989 году в процентном отношении число казахов лишь ненамного превышало число русских. Но по данным последней переписи населения проводимой в 2009 году доля казахов увеличилась до — 63,1 % населения, доля русских снизилась до — 23,7 % за счёт высокой рождаемости и эмиграции русскоязычного населения.

## Задачи программы
Для достижения цели Программы предусматривается решить следующие задачи:
- стимулирование расселения участников Программы в соответствии с потребностями экономики в трудовых ресурсах и для реализации прорывных проектов;
- разработка и реализация новых механизмов социальной поддержки участников Программы;
- обеспечение участников Программы жильём путём кредитования жилищного строительства и покупки жилья;
- обеспечение устойчивой занятости участников Программы;
- совершенствование нормативной правовой базы регулирования миграционных процессов.

## Квота на переселение
Квота иммиграции оралманов определяется на каждый календарный год с учётом изменения количества населения, экономических и финансовых показателей страны. Размер квоты утверждается указом Президента РК. В 1993 году была установлена первая годичная квота, согласно которой были осуществлены приезд или репатриация 10 000 семей (примерно 40 000 человек). В 1990-е годы размер квоты существенно менялся, снизившись до 500 семей в 1999 и 2000 гг. С улучшением экономических условий в Казахстане, начиная с 2002 года, размер квоты существенно вырос, составив в 2005 г. 15 000 семей.
Ходатайство о включении в квоту может быть подано либо до приезда, из-за границы (в дипломатическую или консульскую миссию РК) или после прибытия в Казахстан. Заявки от лиц, уже находящихся в стране, должны быть поданы через Комитет по миграции Министерства труда и социальной защиты населения в г. Астана или местные департаменты. Вместе с тем, чёткие правовые критерии включения семей оралманов в квоту пока ещё не были закреплены ни в законе «О миграции населения», ни в сопутствующих нормативно-правовых актах. Вследствие этого, при включении в квоту нередко допускаются избирательность и коррупция.
Оралманы же, не включённые в квоту, могут, тем не менее, подавать документы на приобретение казахстанского гражданства, а также получить льготы, предоставляемые всем оралманам, вне зависимости от включения их в квоту. Это более ограниченный пакет льгот, трудно сравнимый с теми, которые полагаются включённым в квоту оралманам.

## Ожидаемые результаты
Реализация Программы позволит:
- упорядочить процессы этнической, внутренней и внешней миграции и подчинить их интересам социально-экономического развития регионов;
- повысить качество жизни значительной части этнических и внутренних мигрантов;
- стимулировать возвращение высококвалифицированных специалистов, ранее выехавших из Казахстана;
- предупредить возникновение социальных рисков, связанных с трудностями адаптации и интеграции мигрантов, безработицей и стихийной миграцией;
- обеспечить дальнейшее развитие процессов национальной консолидации, укрепление социальной стабильности и согласия, улучшение демографической ситуации

## Адаптацияэтнических казахов-репатриантов (каз. қандастар)
Правительство Казахстана оказывает оралманам необходимую социальную помощь и поддержку. В настоящее время с учётом единовременного пособия, средств для приобретения жилья, возмещения расходов по проезду и провозу имущества, каждой семье, в среднем состоящей из 5 человек, выделяется 833 тыс. тенге.
В стране функционируют 14 центров временного размещения оралманов. С 2008 года начали свою работу центры адаптации и интеграции оралманов в городах Караганда, Шымкент и селе Аксукент Южно-Казахстанской области. Начато строительство типового центра адаптации в городе Актау.
Реализуемые в центрах программы адаптации предусматривают консультирование по правовым вопросам, обучение государственному языку и по желанию — русскому языку, профессиональную подготовку, переподготовку и повышение квалификации.
Всем оралманам обеспечена доступность медицинского обслуживания, образования и социального обеспечения; они отнесены к одной из целевых групп, в отношении которых применяются меры содействия занятости. Более 66 % оралманов трудоспособного возраста заняты в различных сферах производства, каждый четвёртый занят в сельском хозяйстве.
Для оказания помощи оралманам при областных акиматах (администрациях области) созданы Советы оралманов, которые занимаются изучением и решением вопросов оралманов в новых условиях проживания.
Создана и совершенствуется информационная база данных «Оралман», которая в дальнейшем будет интегрирована в создаваемую единую информационную систему социальной сферы, что позволит оперативно оказывать этническим иммигрантам полный перечень социальных услуг.
В настоящее время в Казахстане осуществляются проекты по решению жилищных вопросов этнических иммигрантов. Так, в городе Шымкенте Южно-Казахстанской области реализуется проект по переселению из Республики Узбекистан около 2-х тыс. семей этнических иммигрантов. Для организации их компактного проживания на основе привлечения к строительству самих переселенцев и использованию местных строительных материалов ведётся строительство 2 тыс. коттеджей в новом микрорайоне «Асар». В городе Алма-Ате реализуется проект «Байбесик» по возведению 185 домов; в Сарыаркинском районе г. Астаны разработан проект строительства микрорайона «Нурбесик».

## Критика
- Иностранными инвесторами не в полной мере выполняются особые условия по профессиональной подготовке местного персонала и замене ими иностранных специалистов.
- Стихийное перемещение внутренних мигрантов создаёт социальное напряжение, усугубляет несбалансированность внутреннего рынка труда.
- Расселение этнических иммигрантов по регионам происходит без учёта территориального размещения производительных сил, имеет место вторичная миграция. Значительная часть оралманов проживают сегодня в трудоизбыточных регионах — в Южно-Казахстанской, Мангистауской, Алматинской и Жамбылской областях, тогда как северные регионы сталкиваются с дефицитом квалифицированных трудовых ресурсов.
- Система социальной поддержки оралманов требует дальнейшего совершенствования. Основная часть социальных выплат направляется на жилищную поддержку и переезд семей, включённых в квоту иммиграции. Не соответствует требованиям сегодняшнего дня механизм жилищного обустройства, вследствие чего около половины семей оралманов не имеют жилья.
- Отсутствует комплексный подход и координация действий органов государственного управления, занятых решением миграционных вопросов.
- По данным местных исполнительных органов третья часть этнических иммигрантов трудоспособного возраста не занята трудовой деятельностью.
- Низка эффективность имиджевой и информационно-пропагандистской работы среди представителей казахской диаспоры в зарубежных странах.
- Оралманы испытывают затруднения в получении профессионального образования, устройстве детей в дошкольные учреждения.[4]
- Также казахстанское правительство часто не сдерживает свои финансовые обещания оралманам. Полученных средств уже недостаточно для приобретения жилья, сохраняется задолженность перед оралманами.[5]